# Trichodes apiarius
El lobo de las abejas (Trichodes apiarius) es un escarabajo ajedrezado descrito por Carlos Linneo, de color negro con los élitros rojos a tres bandas negras con reflejos violeta que miden entre 10 y 16 milímetros de longitud. 
Los especímenes adultos aparecen entre mayo y junio sobre flores grandes e inflorescencias, mientras que sus larvas viven en panales de abejas solitarias, alimentándose de larvas y ninfas. 
Se distribuye por la mayor parte de Europa y el norte de África.